# 373. п. н. е.

## Догађаји
- У рату против Египћана, Персијанци се успевају утврдити на једној притоци Нила. Противофанзивом, Египћани под вођством Фараона Нектанебоса I, поражавају Персијанце, који после тога одустају од даљих напада на Египат.
- Јак земљотрес испод мора у Коринтском заливу, изазива цунами, који потапа и потпуно уништава грчки град Хелике. Сви становници гину. Након цунамија, вода се не повлачи у море, него гради залив и лагуну на рушевинама града.